# Pfarrhof (Wolfertschwenden)

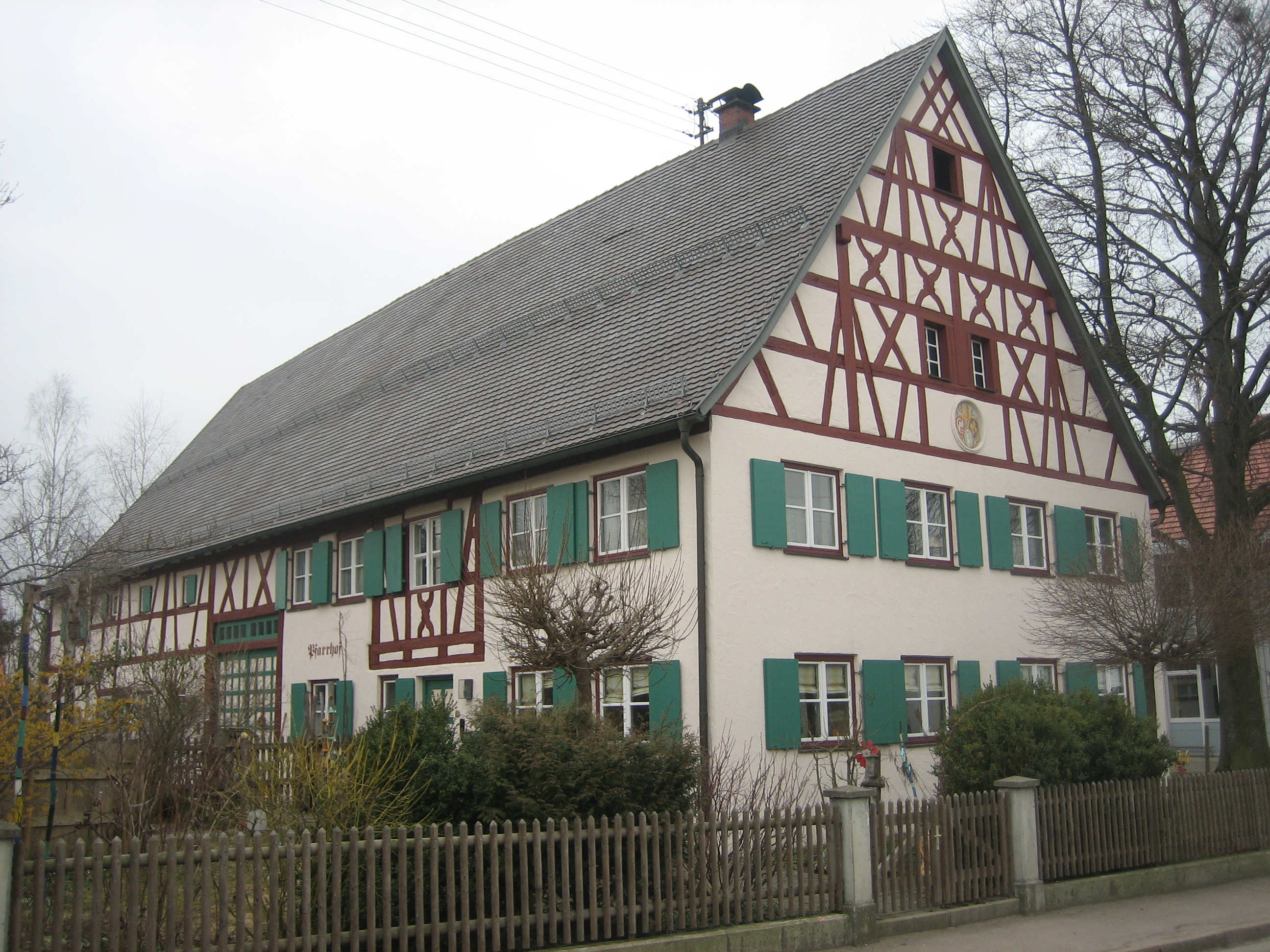
Ehemaliges Pfarrhaus in Wolfertschwenden

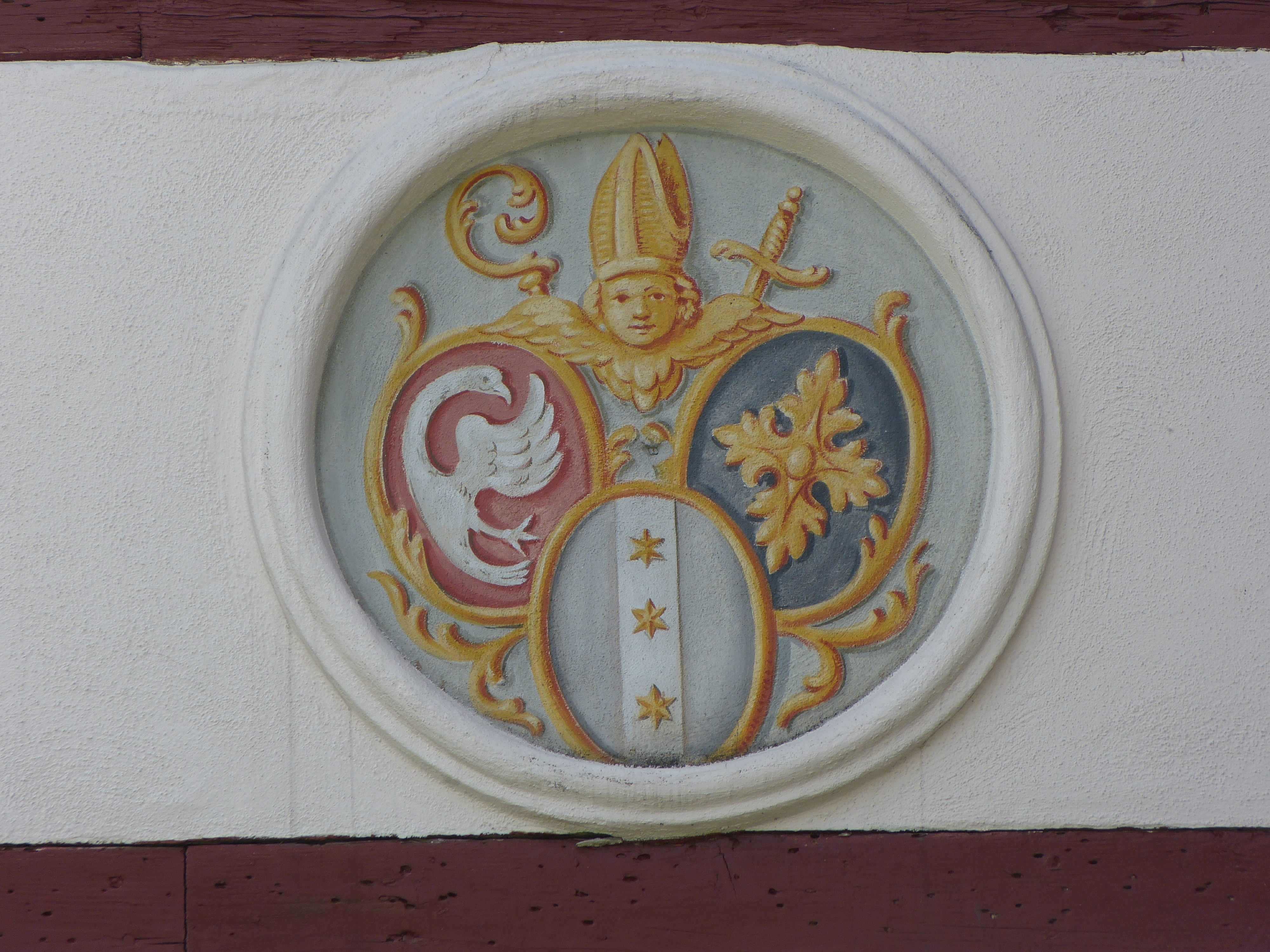
Wappen des Klosters Ottobeuren

Der Pfarrhof in Wolfertschwenden, einer Gemeinde im Landkreis Unterallgäu im bayerischen Regierungsbezirk Schwaben, wurde Mitte des 18. Jahrhunderts vom Kloster Ottobeuren unter Rupert Neß errichtet. Der ehemalige Pfarrhof an der Hauptstraße 35, südlich der katholischen Pfarrkirche St. Vitus ist ein geschütztes Baudenkmal.
Der zweigeschossige, giebelständige Satteldachbau mit Fachwerkgiebel besitzt fünf zu vier Fensterachsen. Im hinteren Gebäudeteil befand sich die Ökonomie.